# 全州南站
全州南站，位于中华人民共和国广西壮族自治区桂林市全州县，是衡柳铁路上的高铁站，于2013年12月28日启用营运，由南宁局集团管辖。

## 歷史
- 2013年12月28日通车启用。

## 車站周邊
- 全州二中城西校区
- 全州县公安局警务大队
- 光明完全小学
- 洗马塘卫生院
- 全州站

## 外部連結
- 中国铁路客户服务中心（页面存档备份，存于）